# Bryson Tiller
Bryson Tiller est un chanteur de RnB et rappeur américain, né le 2 janvier 1993 à Louisville au Kentucky.

## Biographie

### Jeunesse et débuts (1993-2011)
Bryson Djuan Tiller est né le 2 janvier 1993 à Louisville dans le Kentucky. Alors qu'il est âgé de 4 ans, sa mère meurt. C'est alors sa tante qui se charge de l'élever lui et son plus jeune frère Eric. Tiller Mouyabi commence à chanter et rapper à l'âge de 15 ans, puis débute officiellement sa carrière en 2011 avec la sortie de Killer Instinct Vol.1.Toutefois, il prend un « break musical » en 2013, devant s'assurer de bien nourrir sa fille et passe de job à job entre Goya Wok et une société de déménagement.

### Trapsoul (2014-2016)

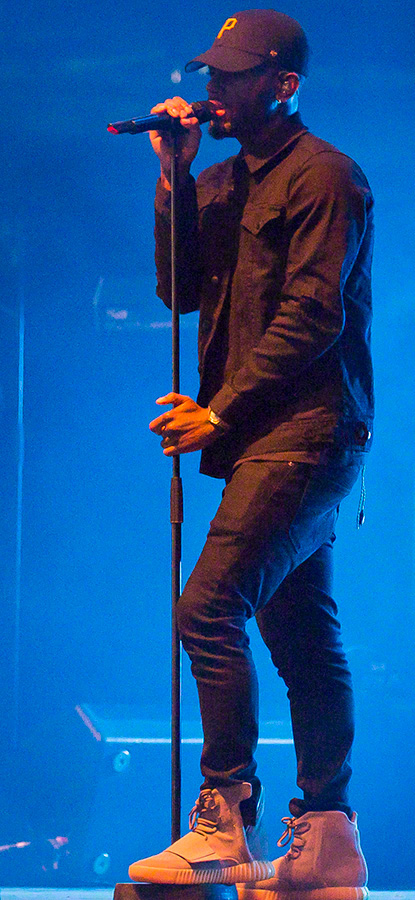
Tiller sur scène lors du Stavernfestivalen en juillet 2016.

Durant l'été 2014, Bryson Tiller reprend sa carrière après que ses amis lui aient donnés de l'argent afin de s'acheter du matériel. Ainsi, Bryson Tiller commence à poster ses chansons sur la plateforme SoundCloud, et le titre Don't rencontre un grand succès sur Internet avant de connaître un succès grand public se classant à la 13e place du Billboard Hot 100 la semaine du 30 janvier 2016. les approches du producteur de disques Timbaland et du rappeur canadien Drake ont conduit à l'attention des grands labels pour Tiller, qui a  finalement choisi de chanter en partenariat avec RCA Records, annoncé le 25 août 2016. il sort son second single "Exchange" atteint la 26e place du Billboard Hot 100, sera même nommé dans la catégorie de meilleur chanson de R&B aux Grammy Awards.
Le 2 octobre 2015, il sort son premier album studio intitulé T R A P S O U L. L'album débute à la 11e place du billboard Billboard Hot 200 s'écoule a plus 22,000 exemplaires la première semaine,. L'album apparaît dans plusieurs classements de magazines musicaux, il est considéré comme le meilleur album de l'année 2015 par le magazine Complex, et figure dans la liste de 10 albums favoris de 2015 du magazine The Root,.
Lors de la cérémonie de BET Awards tenue en juin 2016 dans laquelle il remporte la récompense du meilleur nouvel artiste et celle du meilleur artiste de RnB, il interprète sur scène ces deux titres à succès "Don't" et "Exchange".
En juillet 2016, il collabore avec le rappeur Future sur le titre Ima Be Alrigth de DJ Khaled tiré de son neuvième album Major Key. En septembre 2016, il collabore avec le rappeur Travis Scott sur le titre First Take tiré du deuxième album de Travis, Birds in the Trap Sing McKnigth.

### True to Self (depuis 2017)
En janvier 2017 il annonce que second album s'intitulera True to Self. Le 11 mai 2017 il révèle la pochette de son second album et annonce que l'album sortira le 23 juin 2017, et lance 3 nouveaux singles, "Honey", "Somethin tell me" et "Get mine" en collaboration avec le rappeur Young Thug.
Toujours en 2017, Bryson Tiller est invité à collaborer avec DJ Khaled et Rihanna sur le titre "Wild Thoughts"; lequel se classe à la 2e place du Billboard Hot 100 et est interprété sur scène durant la 60e cérémonie des Grammy Awards. Le 26 mai 2017, Bryson Tiller sort son second album studio True to Self, qui se classe à la 1re place du Billboard 200 s'écoulant à 107 000 exemplaires lors de sa première semaine d'exploitation,.

## Influences
Bryson Tiller cite l'artiste Omarion comme sa plus grande influence, il confie au magazine Rolling Stone : « Mon oncle m'a offert le premier album d'Omarion, et c'était le premier album qui m'a poussé à chanter, je fredonnais tous les jours et je chantais tout ce que j'entendais ».
Pour ses textes, il dit avoir été grandement influencé par le chanteur et parolier américain The-Dream.
Il inclut aussi des nombreux artistes tels que R Kelly, Lil Wayne, Chris Brown et Drake comme influences,.

## Style musical
Tiller décrit sa musique comme « trap et pur hip-hop avec des emprunts de R&B contemporain ».
Son style musical est très souvent comparé à celui de Drake, Jeremih, PartyNextDoor, ou Tory Lanez.

## Vie privée
Bryson Tiller est père de deux filles nommées Harley Loraine Tiller née en août 2013 et Kelly Jade Tiller née en décembre 2019.

## Discographie

### Albums studio
- 2015 : Trapsoul
- 2017 :  True to Self
- 2020 :   Anniversary
- 2024 :  Bryson Tiller

### Mixtape
- 2011 : Killer Instinct Vol.1
- 2021 : Killer Instinct Vol.2

### Tournées
- TrapSoul Tour (2016)
- Set It Off Tour (2017)
- Back and I’m better Tour (2023)
- The Bryson Tiller Tour (2024)